# آرامگاه سید حسن واقف
آرامگاه سید حسن واقف بقعه‌ای است مربوط به قرن پانزدهم میلادی که در نطنز، خیابان شهید مطهری، محله افوشته.این اثر در تاریخ ۸ آبان ۱۳۵۲ با شمارهٔ ثبت ۹۵۳ به‌عنوان یکی از آثار ملی ایران به ثبت رسیده است. گنبد این آرامگاه مدفن سید حسن الحسینی مشهور به سید حسن واقف است. بنا دارای برجی مرتفع و ۸ ضلعی با گنبد دوپوش و فیروزه رنگ است. کتیبه پایین گنبد به خط کوفی نوشته شده است. گنبد از جنس آجر بوده و فاقد تزئینات کاشی‌کاری و گچ بری است و طول هر یک از اضلاع خارجی آن در حدود ۳/۵۷ متر و هر ضلع دارای طاق‌نمای جناقی تزئینی است که عرض طاقنما به ترتیب ۲٫۲۵ متر است. گنبد که رو به شمال شرقی دارد دارای ایوانی است به ابعاد ۲٫۵ در ۳ متر با طاق رومی نسبتاً مرتفع که بلندی آن تا حدود ۷ متر است. دیوارهای ایوان نیز در دو سوی هر یک دارای ۲ طاق‌نمای تزئینی در ۲ مرتبه بوده که طاق‌نمای پایینی به عرض ۸۳ سانتی‌متر و طاق‌نمای بالایی که در حدود ۱ متر بالاتر قرار گرفته و دارای عرض دهنه‌ای در حدود ۱ متر است. سید واقف در جوانی، یعنی در سن ۴۲ سالگی این بقعه را برای خود بنا کرد.